# Raión de Dzyarzhynsk
Dzyarzhynsk (en bielorruso: Дзяржынскі раён) es un raión o distrito de Bielorrusia, en la provincia (óblast) de Minsk. 
Comprende una superficie de 1 152 km².
El centro administrativo es la ciudad de Dziarzhynsk.

## Demografía
Según estimación 2010 contaba con una población total de 61 252 habitantes.

## Subdivisiones
Comprende las ciudades subdistritales de Dziarzhynsk (la capital) y Fánipal y los siguientes ocho consejos rurales:
- Baravoye
- Dabryniova
- Dvóryshcha
- Dziarzhynsk
- Neharélaye (con capital en Enerhétykau)
- Pútchyna
- Stánkava
- Fánipal (con capital en Viazan)